# Arajik Geworgjan
Arajik (Ara) Hratschi Geworgjan (armenisch Արայիկ (Արա) Հրաչի Գևորգյան; * 22. Januar 1973 in Artaschat, Armenische SSR, Sowjetunion) ist ein ehemaliger sowjetischer bzw. armenischer Ringer. Er war dreifacher Weltmeister im freien Stil im Leichtgewicht.

## Werdegang
Arajik Geworgjan wuchs in Artaschat auf und begann dort als Jugendlicher 1984 mit dem Ringen. Trainiert wurde er im Laufe seiner Karriere von Rasmik Goletjan, Stepan Sarkisjan und Araik Bagdadjan. Er betätigte sich ausschließlich im freien Stil. Als Erwachsener rang er bei einer Größe von 1,65 Metern zunächst im Leicht- später im Weltergewicht. Er war ein gedrungener, sehr kraftvoller Athlet. Nach der Selbständigkeit Armeniens gehörte er dem Sportverein Trade Union Sport Club Ararat Artashat an. Arajik Geworgjan lebte vom Ringen und wurde nach seiner aktiven Zeit Trainer. Er ist auch in Deutschland in Ringerkreisen sehr bekannt, denn er rang einige Jahre lang für den KSV Aalen 05 und für den KSV Witten 07 in der deutschen Bundesliga.
Sein Debüt auf der internationalen Ringermatte gab er, für die Sowjetunion startend, bei der Junioren-Weltmeisterschaft 1990 in Istanbul im Bantamgewicht. Er enttäuschte bei diesem Turnier, bei dem nur Jugendliche unter 18 Jahren Startrecht hatten, denn er belegte nur den 9. Platz. Ein Jahr später wurde er, wieder in Istanbul, Junioren-Europameister (Juniors) im Federgewicht vor Fulvio Verde, Italien und Yüksel Şanlı, Türkei.
Bei der Junioren-Europameisterschaft 1992 der Espoirs, d. h. der Altersgruppe bis zum 20. Lebensjahr, in Székesfehérvár ging er erstmals für das gerade selbständig gewordene Armenien an den Start und holte sich vor dem Esten Küllo Kõiv und dem Georgier Sasa Sasirow wiederum den Europameistertitel.
1993 gewann Arajik Geworgjan in Istanbul gleich bei seinem ersten Start bei den Senioren im Leichtgewicht die EM-Silbermedaille, wobei er im Finale gegen den wie er ebenfalls erst 20-jährigen Sasa Sasirow, der ab 1993 für die Ukraine startete, knapp nach Punkten verlor.
Bei der Junioren-Weltmeisterschaft (Espoirs) 1993 in Athen vervollständigte er seine Erfolge als Junior, denn er wurde dort Junioren-Weltmeister im Leichtgewicht vor Yüksel Şanlı und Igor Kupejew aus Russland.
Seine Erfolge setzte er zunächst bei der Europameisterschaft 1994 in Rom fort. Er wurde dort hinter dem erfahrenen Russen Wadim Bogijew Vize-Europameister. Diese Erfolgsserie riss aber bei den Weltmeisterschaften 1994 in Istanbul. Er verlor dort frühzeitig gegen den Kubaner Jesús E. Rodríguez Garzón, womit er ausschied und nur den 11. Platz belegte.
Es folgten danach die erfolgreichsten Jahre in der Laufbahn von Arajik Geworgjan. Er gewann zwischen 1995 und 1998 bei acht internationalen Meisterschaften vier Titel, davon drei Weltmeistertitel und insgesamt sieben Medaillen. Ausgerechnet beim wichtigsten Wettkampf in diesen Jahren, den Olympischen Spielen 1996 in Atlanta musste er sich aber mit einem 5. Platz begnügen.
Diese Erfolgsserie begann mit einem 3. Platz bei der Europameisterschaft 1995 in Fribourg im Leichtgewicht hinter seinen alten Rivalen Wadim Bogijew und Yüksel Şanlı. Dem folgte 1995 bei der Weltmeisterschaft in Atlanta der erste Titelgewinn vor dem alle überraschenden Iraner Akbar Fallah, Jesús E. Rodríguez Garzón und Wadim Bogijew.
Bei der Europameisterschaft 1996 in Budapest verlor er erst im Finale gegen Wadim Bogijew und wurde Vize-Europameister. Bei den Olympischen Spielen in Atlanta siegte er in seinen ersten beiden Kämpfen über Ahmat Al-Osta aus Syrien und Oleg Gogol aus Belarus. Im dritten Kampf verlor er gegen Townsend Saunders aus den Vereinigten Staaten mit 0:4 techn. Punkten, damit war der Gewinn der olympischen Goldmedaille schon in weite Ferne gerückt. Als er anschließend auch gegen Yosvany Sánchez Larrudet aus Kuba verlor, war er ganz aus den Medaillenrängen gefallen. Ein Sieg über Hwang Sang-ho, Südkorea, brachte ihn nur mehr auf den 5. Platz.
1997 hatte sich Arajik Geworgjan von diesem enttäuschenden Abschneiden längst erholt. Dies zeigten schon die Europameisterschaften dieses Jahres in Warschau, wo er im Leichtgewicht erstmals auch Europameister wurde. Er besiegte dabei u. a. Sasa Sasirow und im Finale Yüksel Şanlı, den er knapp mit 2:1 techn. Punkten schlug. Genauso erfolgreich war er bei der Weltmeisterschaft 1997 in Krasnojarsk. Mit Siegen über Eloy Urbano aus Mexiko, Ryusaburo Katsu aus Japan, David Ghanbari aus dem Iran, Sasa Sasirow und Hwang Sang-ho sicherte er sich seinen zweiten Weltmeistertitel.
Bei der Europameisterschaft 1998 in Bratislava startete er erstmals im Weltergewicht und hatte auch in dieser neuen Gewichtsklasse auf Anhieb Erfolg. Er kämpfte sich dort bis in das Finale vor, in dem er auf Alexander Leipold aus Deutschland traf. In einem verbissen geführten Kampf fielen innerhalb der Kampfzeit von 8 Minuten keine Wertungen. Deshalb mussten die Kampfrichter entscheiden und die gaben Leipold den Sieg. Arajik Geworgjan wurde damit Vize-Europameister. Zur Weltmeisterschaft 1998 in Teheran trainierte er dann wieder in das Leichtgewicht ab. Eine Maßnahme, die sich bezahlt machte, denn er wurde in dieser Gewichtsklasse zum dritten Male Weltmeister. Sein Gegner im Endkampf war Sasa Sasirow, den er nach Punkten besiegte.
Zu Beginn des Jahres 1999 verletzte sich Arajik Geworgjan, so dass er bei der Europameisterschaft nicht antreten konnte. Bei der Weltmeisterschaft 1999 in Ankara war er aber wieder im Leichtgewicht am Start. Er gewann dort seine ersten drei Kämpfe, verlor dann aber überraschend gegen den US-Amerikaner Lincoln McIlravy, womit er ausschied und den 5. Platz belegte.
Im Olympiajahr 2000 konzentrierte er sich dann ganz auf die Olympischen Spiele in Sydney. Er verlor dort aber gleich seinen ersten Kampf gegen Arsen Gitinow aus Russland. Die folgenden Siege über Nikolaos Loizidis aus Griechenland und Edison Hurtado Lerma aus Kolumbien brachten ihn nur mehr auf den 7. Platz.
Nach dieser erneuten Enttäuschung bei Olympischen Spielen trat er vom internationalen Wettkampfgeschehen zurück. 2003 unternahm er aber, wohl in der Absicht bei den Olympischen Spielen 2004 endlich eine Medaille zu gewinnen, ein Comeback. Er startete bei der Europameisterschaft dieses Jahres in Riga im Weltergewicht. Er musste aber erkennen, dass das nicht so leicht werden musste, denn er verlor dort seinen ersten Kampf gegen Murad Gaidarow aus Belarus und belegte nach zwei siegreichen Kämpfen nur den 6. Platz. Bei der Weltmeisterschaft 2003 in New York landete er nach einem Sieg über Gela Saghiraschwili aus Georgien und einer erneuten Niederlage gegen Murad Gaidarow gar nur auf dem 19. Platz.
Im Jahre 2004 erkämpfte er sich mit einem 3. Platz bei einem Qualifikations-Turnier in Bratislava im Weltergewicht hinter Joe E. Williams aus den Vereinigten Staaten und Iván Fundora aus Kuba die Teilnahmeberechtigung für die Olympischen Spiele in Athen. Vorher startete er aber noch bei der Europameisterschaft in Ankara, wo er wiederum gegen Murad Gaidarow verlor und nur den 7. Platz belegte. Auch bei den Olympischen Spielen 2004 in Athen blieb er im Weltergewicht medaillenlos. Er siegte dort zunächst über den Briten Nathanael Leedon Ackerman, verlor aber seinen nächsten Kampf gegen Gennadi Lalijew aus Kasachstan.
Danach verabschiedete er sich endgültig vom internationalen Mattengeschehen. Bis 2008 rang er aber noch für den KSV Witten 07 in der deutschen Bundesliga.

## Internationale Erfolge
| Jahr | Platz | Wettbewerb                              | Gewichtsklasse | |
| 1990 | 9.    | Junioren-WM (Juniors) in Istanbul       | Bantam         | Sieger: Hassan M. Duon, Iran vor Seo Min-kyu, Südkorea |
| 1991 | 1.    | Junioren-EM (Juniors) in Istanbul       | Feder          | vor Fulvio Verde, Italien, Yüksel Şanlı, Türkei u. Falk Diener, Deutschland |
| 1992 | 1.    | Junioren-EM (Espoirs) in Székesfehérvár | Leicht         | vor Kullo Koiv, Estland, Sasa Sasirow, Georgien u. Andre Toch, Deutschland |
| 1993 | 2.    | EM in Istanbul                          | Leicht         | hinter Sasa Sasirow, Ukraine, vor Gotcha Makojew, Russland u. Fatih Özbaş, Türkei                                                                                                   |
| 1993 | 1.    | Junioren-WM (Espoirs) in Athen          | Leicht         | vor Yüksel Şanlı u. Igor Kupejew, Russland |
| 1994 | 2.    | EM in Rom                               | Leicht         | hinter Wadim Bogijew, Russland, vor Roman Motrovich, Ukraine u. Ralf Lyding, Deutschland                                                                                            |
| 1994 | 11.   | WM in Istanbul                          | Leicht         | Sieger: Alexander Leipold, Deutschland vor Jesús E. Rodríguez Garzón, Kuba u. Kenibek Omuraliew, Kirgisistan                                                                        |
| 1995 | 3.    | EM in Fribourg                          | Leicht         | hinter Wadim Bogijew u. Yüksel Şanlı, vor Sasa Sasirow u. Plamen Paskalew, Bulgarien                                                                                                |
| 1995 | 1.    | WM in Atlanta                           | Leicht         | vor Akbar Fallah, Iran, Jesús E. Rodríguez Garzón, Wadim Bogijew u. Yüksel Şanlı |
| 1996 | 2.    | EM in Budapest                          | Leicht         | hinter Wadim Bogijew, vor Sasa Sasirow, Kullo Koiv, Estland u. Elchad Alachwerdijew, Aserbaidschan                                                                                  |
| 1996 | 5.    | OS in Atlanta                           | Leicht         | mit Siegen über Ahmat Al-Osta, Syrien u. Oleg Gogol, Belarus, Niederlagen gegen Townsend Saunders, USA u. Yosvany Sánchez Larrudet, Kuba u. einem Sieg über Hwang Sang-ho, Südkorea |
| 1997 | 1.    | EM in Warschau                          | Leicht         | mit Siegen über Sasa Sasirow, Fabien Masiero, Frankreich, Janos Forizs, Ungarn u. Yüksel Şanlı                                                                                      |
| 1997 | 1.    | WM in Krasnojarsk                       | Leicht         | mit Siegen über Eloy Urbano, Mexiko, Ryusaburo Katsu, Japan, David Ghanbari, Iran, Sasa Sasirow u. Hwang Sang-ho                                                                    |
| 1998 | 2.    | EM in Bratislava                        | Welter         | mit Siegen über Eduard Alexejenko, Belarus, Christoph Freyer, Schweiz u. Árpád Ritter, Ungarn u. einer Niederlage gegen Alexander Leipold                                           |
| 1998 | 1.    | WM in Teheran                           | Leicht         | mit Siegen über Lincoln McIlravy, USA, Ivan Diaconu, Rumänien, Sergei Demtschenko, Belarus, Igor Kupejew, Usbekistan u. Sasa Sasirow                                                |
| 1999 | 5.    | WM in Ankara                            | Leicht         | mit Siegen über Ivan Diaconu, Rumänien, Tibor Copik, Slowakei u. Sasa Sasirow u. einer Niederlage gegen Lincoln McIlravy                                                            |
| 2000 | 7.    | OS in Sydney                            | Leicht         | mit einer Niederlage gegen Arsen Gitinow, Russland u. Siegen über Nikolaos Loizidis, Griechenland u. Edison Hurtado Lerma, Kolumbien                                                |
| 2003 | 6.    | EM in Riga                              | Welter         | nach einer Niederlage gegen Murad Gaidarow, Belarus, u. Siegen über Ivan Diaconu u. Nathanael Leedon Ackerman, Großbritannien                                                       |
| 2003 | 19.   | WM in New York                          | Welter         | mit einem Sieg über Gela Saghiraschwili, Georgien u. einer Niederlage gegen Murad Gaidarow                                                                                          |
| 2004 | 3.    | Olympia-Qualif.-Turnier in Bratislava   | Welter         | hinter Joe E. Williams, USA u. Iván Fundora, Kuba, vor Daniel Igali, Kanada u. Krystian Brzozowski, Polen                                                                           |
| 2004 | 7.    | EM in Ankara                            | Welter         | nach einer Niederlage gegen Murad Gaidarow u. einem Sieg über Nathanael Leedon Ackerman                                                                                             |
| 2004 | 8.    | OS in Athen                             | Welter         | mit einem Sieg über Nathanael Leedon Ackerman u. einer Niederlage gegen Gennadi Lalijew, Kasachstan                                                                                 |

Anm.: alle Wettkämpfe im freien Stil, OS = Olympische Spiele, WM = Weltmeisterschaft, EM = Europameisterschaft, Bantamgewicht, bis 58 kg, Federgewicht, bis 63 kg, Leichtgewicht, bis 1996 bis 68 kg, von 1967 bis 2001 bis 69 kg, seit 2002 bis 66 kg Körpergewicht, Weltergewicht, von 1997 bis 2001 bis 76 kg, seit 2002 bis 74 kg Körpergewicht.